# 斑胁田鸡

斑胁田鸡（学名：Zapornia paykullii），是鹤形目秧鸡科田鸡属的一种鸟类。

## 特征
斑胁田鸡体重约111克，翼长约126.4毫米，嘴峰长约28.5毫米，喙宽度约3.7毫米，喙厚度约7.3毫米，跗蹠长约35.8毫米，尾长约53.4毫米。斑胁田鸡是候鸟，其栖息在半开放的湖泊、沼泽等湿地环境中，食性为肉食性，主要食物来源是水生动物。

## 分布
东北亚；在东南亚和大巽他群岛越冬。在中国大陆，分布于东北、河北、河南、山东、内蒙古、江苏、湖南、福建、广东、广西等地。该物种的模式产地在印度尼西亚。